# Frederick (Dakota del Sud)
Frederick és una població dels Estats Units a l'estat de Dakota del Sud. Segons el cens del 2000 tenia 255 habitants.

## Demografia
Segons el cens del 2000, Frederick tenia 255 habitants, 119 habitatges, i 76 famílies. La densitat de població era de 273,5 habitants per km².
Dels 119 habitatges en un 27,7% hi vivien nens de menys de 18 anys, en un 51,3% hi vivien parelles casades, en un 8,4% dones solteres, i en un 35,3% no eren unitats familiars. En el 33,6% dels habitatges hi vivien persones soles el 19,3% de les quals corresponia a persones de 65 anys o més que vivien soles. El nombre mitjà de persones vivint en cada habitatge era de 2,14 i el nombre mitjà de persones que vivien en cada família era de 2,69.
Per edats la població es repartia de la següent manera: un 22,7% tenia menys de 18 anys, un 5,9% entre 18 i 24, un 23,9% entre 25 i 44, un 25,1% de 45 a 60 i un 22,4% 65 anys o més.
L'edat mediana era de 42 anys. Per cada 100 dones de 18 o més anys hi havia 95 homes.
La renda mediana per habitatge era de 31.500 $ i la renda mediana per família de 34.688 $. Els homes tenien una renda mediana de 25.288 $ mentre que les dones 18.214 $. La renda per capita de la població era de 13.881 $. Entorn de l'11,1% de les famílies i l'11,4% de la població estaven per davall del llindar de pobresa.

## Poblacions més properes
El següent diagrama mostra les poblacions més properes.